# Криворучка
Кривору́чка —  село в Україні, у Вознесенському районі Миколаївської області. Населення становить 10 осіб. Орган місцевого самоврядування — Прибужанівська сільська рада.

## Пам'ятки
На пд.зх. від села Криворучка знаходиться ландшафтний заказник місцевого значення Черталківський, де на схилі Бабино Вовчого яру краєнавці встановили пам'ятний знак на місці розстрілу євреїв під час Другої світової війни.